# ISO 3166-2:DZ
کد ISO 3166-2:DZ بخشی از استاندارد ایزو ۳۱۶۶ برای کشور الجزایر است که توسط سازمان بین‌المللی استانداردسازی ISO تنظیم شده‌است این سازمان، کدهای استاندارد را برای تقسیمات کشوری (ایالت‌ها یا استان‌های) کشورهای فهرست شده در استاندارد ایزو ۳۱۶۶-۱ تعریف می‌کند.
هر کد شامل دو بخش می‌گردد که توسط علامت - جدا می‌گردند.
- بخش نخست DZ که در ایزو ۳۱۶۶-۱ آلفا-۲ کد کشور الجزایر است.
- بخش دوم شامل یک یا دو یا سه حرف است که بیان‌کننده استان یا ایالت کشور الجزایر می‌باشد.

## کدها

Mappa dell'Algeria divisa in province, ognuna etichettata con la seconda parte del کدها ISO 3166-2.

| کدها  | استان              |
| ----- | ------------------ |
| DZ-01 | استان ادرار        |
| DZ-44 | استان عین الدفلی   |
| DZ-46 | استان عین تموشنت   |
| DZ-16 | ولایه الجزائر      |
| DZ-23 | استان عنابه        |
| DZ-05 | استان باتنه        |
| DZ-08 | استان بشار         |
| DZ-06 | استان بجایه        |
| DZ-07 | بسکره              |
| DZ-09 | استان البلیده      |
| DZ-34 | استان برج بوعریریج |
| DZ-10 | استان بویره        |
| DZ-35 | استان بومرداس      |
| DZ-02 | استان الشلف        |
| DZ-25 | استان قسنطینه      |
| DZ-17 | استان جلفه         |
| DZ-32 | استان البیض        |
| DZ-39 | استان الوادی       |
| DZ-36 | استان الطارف       |
| DZ-47 | استان غردایه       |
| DZ-24 | استان قالمه        |
| DZ-33 | استان الیزی        |
| DZ-18 | استان جیجل         |
| DZ-40 | استان خنشله        |
| DZ-03 | استان الاغواط      |
| DZ-29 | استان معسکر        |
| DZ-26 | استان مدیه         |
| DZ-43 | استان میله         |
| DZ-27 | استان مستغانم      |
| DZ-28 | استان مسیله        |
| DZ-45 | استان نعامه        |
| DZ-31 | استان وهران        |
| DZ-30 | استان ورقله        |
| DZ-04 | استان ام‌البواقی    |
| DZ-48 | استان غلیزان       |
| DZ-20 | استان سعیده        |
| DZ-19 | استان سطیف         |
| DZ-22 | استان سیدی بلعباس  |
| DZ-21 | استان سکیکده       |
| DZ-41 | استان سوق اهراس    |
| DZ-11 | استان تمنراست      |
| DZ-12 | استان تبسه         |
| DZ-14 | استان تیارت        |
| DZ-37 | استان تندوف        |
| DZ-42 | استان تی‌پازه       |
| DZ-38 | تسمسیلت            |
| DZ-15 | استان تیزی وزو     |
| DZ-13 | استان تلمسان       |